# Carrer Recte de Damasc
El Carrer Recte (àrab: الشارع المستقيم, ax-Xāriʿ al-Mustaqīm; grec: ῥύμην τήν Εὐθεῖαν, rymēn tēn Eytheian; llatí: Via Recta) és l'antic Decumanus Maximus que travessava d'est a oest la ciutat vella de Damasc, capital de Síria. Segons el Llibre de Fets dels Apòstols, hi va viure l'apòstol Pau després de la seva conversió (Ac 9:11). Conté diversos llocs d'interès d'època romana, cristiana i els períodes islàmics.
La meitat occidental del carrer, inclòs el soc de Mithat Baixà, avui porta el nom de carrer de Mithat Paixà, mentre que la meitat oriental, que condueix a la porta de Bab Xarqi, porta el nom de carrer de Bab Xarqi.

## Història
Durant el període grec, Damasc va ser redissenyada per Hipòdam, que li va donar una estructura de quadrícula. El més llarg dels carrers d'aquella ciutat, amb 1.500 metres de longitud, s'anomenava Carrer Recte.

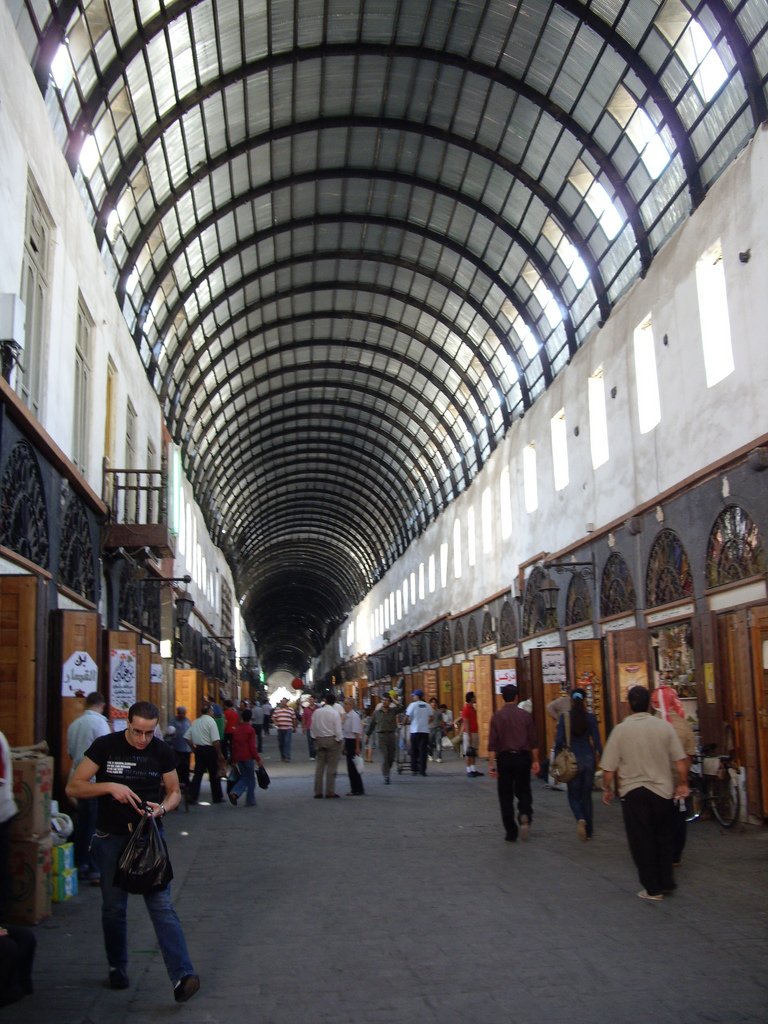
Soc Methat Paixà.

La catedral Mariamita de Damasc es va construir en aquest carrer al segle II, i s'ha reconstruït diverses vegades des de llavors. Actualment serveix com a seu de l'Església Ortodoxa d'Antioquia.

## Descripció
La part occidental del Carrer Recte, a la meitat musulmana de l'antiga ciutat de Damasc, entre la porta occidental Bab al-Jabiya i l'arc de triomf romà, s'anomena oficialment Madḥat Bāxā (شارع مدحت باشا), en honor al polític reformista otomà Mithat Paixà. La part més occidental del carrer està coberta per un sostre de volta de ferro al llarg de diversos centenars de metres; aquí es troba el soc de Màd·hat Baixà (سوق مدحت باشا), el mercat més gran del casc antic. Al seu costat, cap a l'est i al nord, s'arriba a la mesquita dels Omeies. A continuació segueix un tram obert de 400 m de longitud fins a l'arc de triomf.

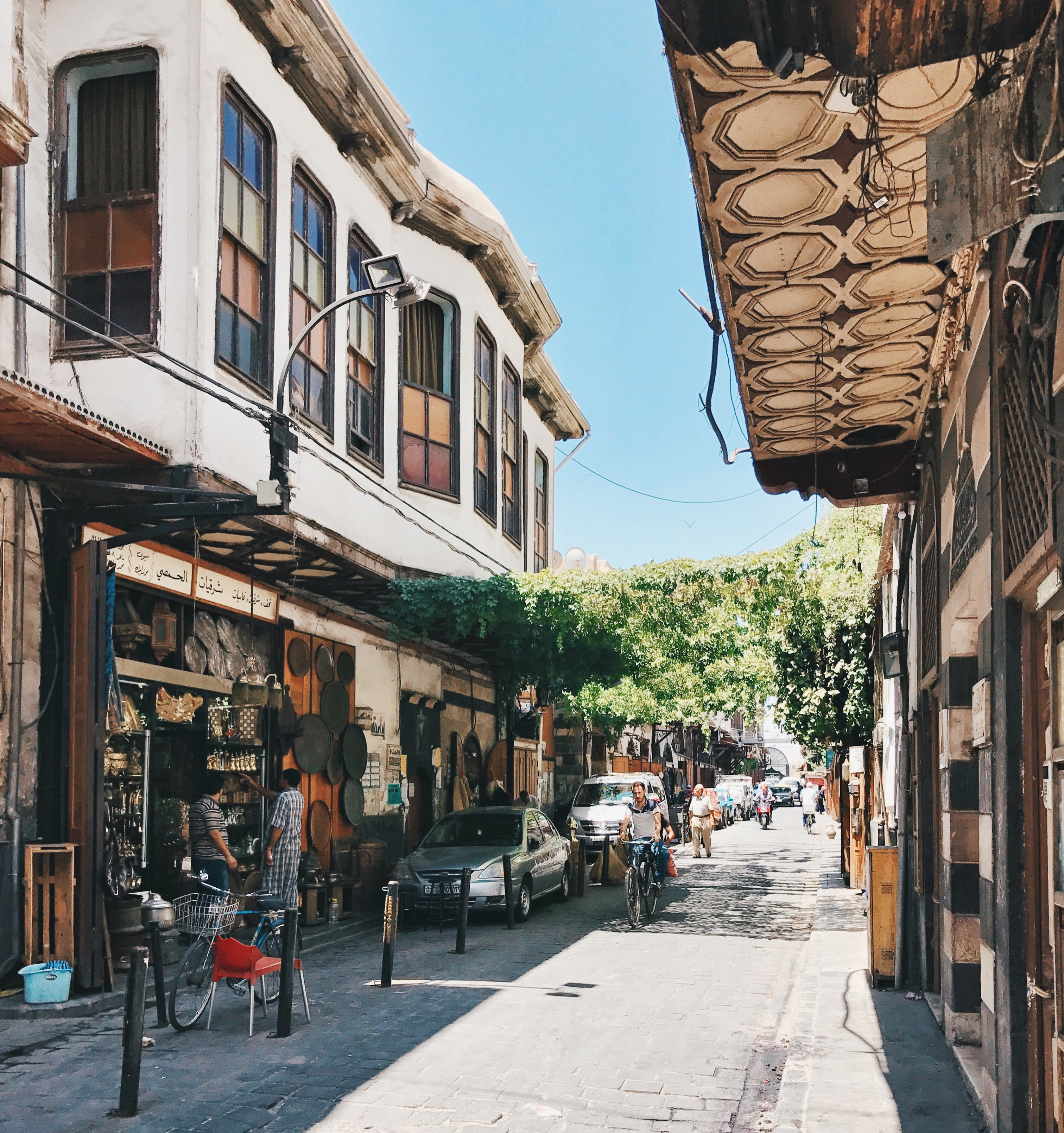
El Carrer Recte en un tram de Matḥat Baixà.

La meitat oriental del Carrer Recte porta oficialment el nom de carrer Bāb Xarqī (شارع باب شرقي), carrer de la Porta Oriental. Aquí es troba la Catedral Mariamita Grega Ortodoxa de Damasc, en una illa de cases que conté també el Patriarcat. A uns 300 m a l'est de l'arc de triomf, el carrer Bāb Tūmā (شارع باب توما) condueix a través del Barri Cristià fins a la Porta de Tomàs (Bab Tuma).

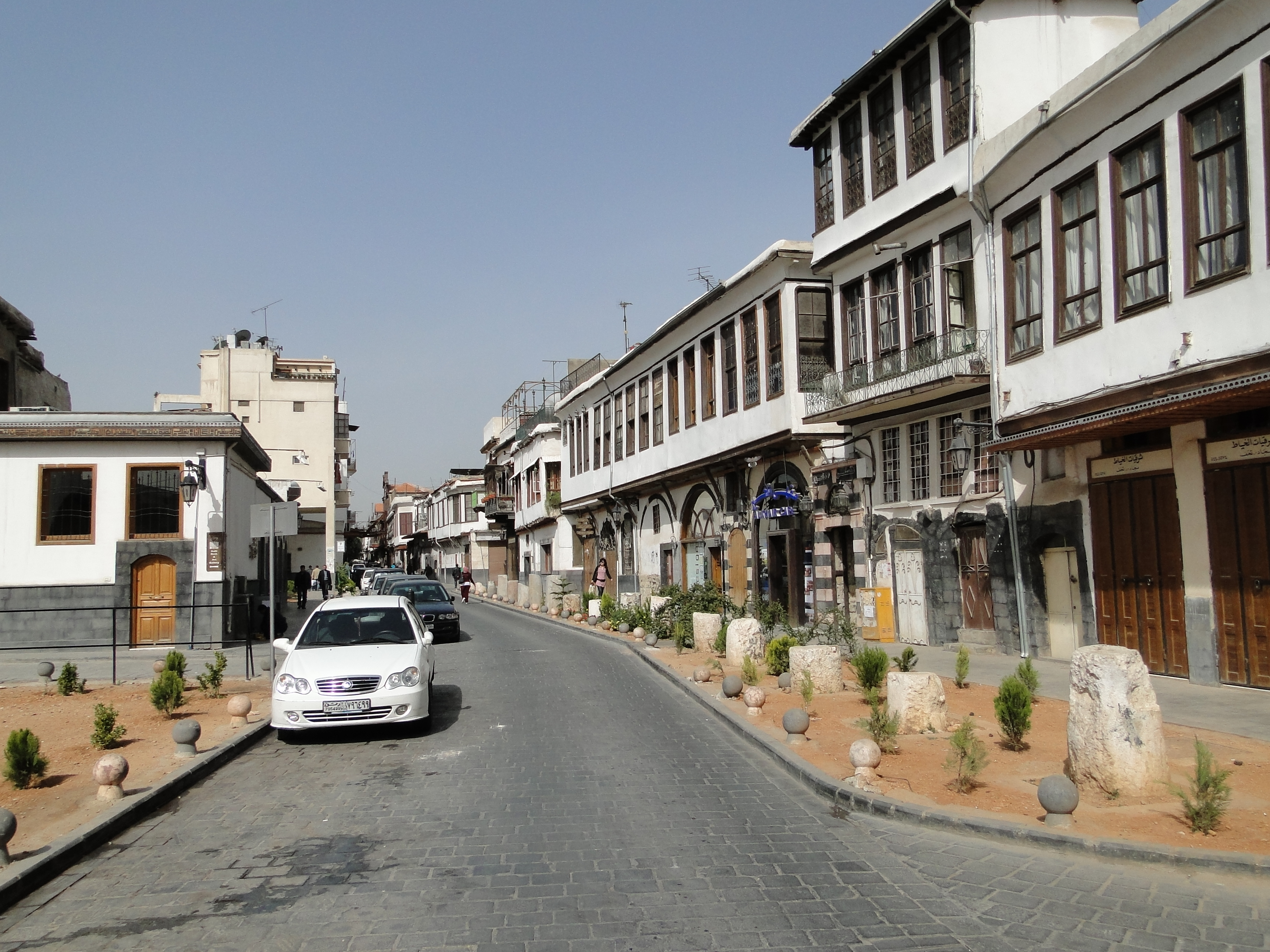
El Carrer Recte en la confluència amb el carrer Bab Tuma.

La major part de l'antic barri jueu es troba al sud del carrer, però just abans de la porta hi ha tres catedrals de diferents esglésies cristianes: la catedral de Sant Pau de l'Església Catòlica Siríaca, la catedral catòlica grega melquita, també coneguda com a Església al-Zeitun, i la catedral de Sant Sarkis, de l'església apostòlica armènia, just al costat de Bab Xarqi. La porta Bab Xarqi va ser construïda pels romans al segle iii, i és l'única de les portes de la ciutat que es troba al nivell del carrer original, amb els dos petits arcs exteriors per a vianants i el gran del mig per al trànsit rodat.